# Leonidas Donskis

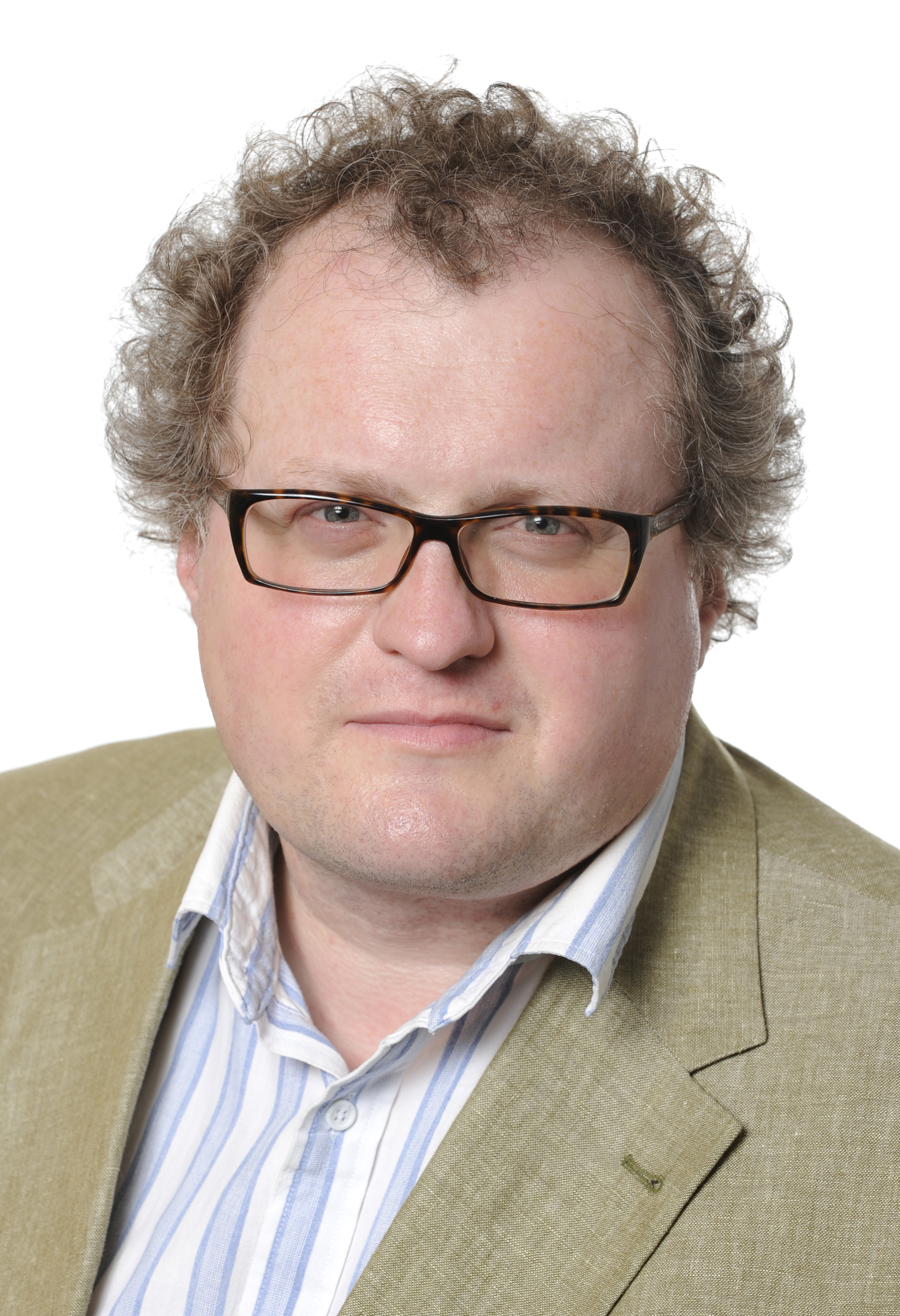
Leonidas Donskis, 2009

Leonidas Donskis (* 13. August 1962 in Klaipėda; † 21. September 2016 in Vilnius) war ein litauischer Philosoph, Essayist, Professor und liberaler Politiker (EP-Mitglied).

## Leben
Nach dem Abitur an der Mittelschule absolvierte Donskis 1985 das Diplomstudium der litauischen Philologie und Theaterpädagogik an der Fakultät Klaipėda der Litauischen Musik- und Theaterakademie, 1987 das Studium der Philosophie an der Universität Vilnius. 1990 promovierte er in Philosophie.
Donskis arbeitete als Lehrstuhlinhaber der Philosophischen Fakultät und Senior Fellow des Centre of Emigration Studies an der Vytautas-Magnus-Universität (VDU) in Kaunas. Er lehrte auch als Dozent für Sozial- und Moralphilosophie an der Universität Helsinki sowie als Gastprofessor für Kulturtheorie am Estnischen Institut für Menschenrechte in Tallinn. Er leitete als Direktor das Institut für Diplomatie und Politikwissenschaften der VDU in Kaunas.
Von 1991 bis 1997 war Donskis Leiter des Lehrstuhls für Philosophie der Universität Klaipėda. Bis 2009 war er Moderator der Sendung „Be pykčio“ bei Lietuvos televizija (LRT). Seit September 2014 war er Prorektor der Wissenschaft der ISM University of Management and Economics. Dort lehrte er Leadership: power-actualization.
Sein Hauptinteresse lag unter anderem in der Philosophie der Geschichte, der Kultur, der Literatur, der Moralphilosophie, der Sozialwissenschaften und der Ideengeschichte im zentral- und osteuropäischen Denken.
Donskis war stellvertretender Vorsitzender der jüdischen Gemeinde Litauens und Honorarkonsul Finnlands in Kaunas.
Donskis starb am 21. September 2016 nach einem Kollaps am Flughafen Vilnius.

## Politik
Von 2009 bis 2014 war Donskis Mitglied des Europäischen Parlaments und vertrat für Litauen die Partei Lietuvos Respublikos liberalų sąjūdis. In dieser Eigenschaft war Donskis Mitglied des Vorstandes der Fraktion der Allianz der Liberalen und Demokraten für Europa. Als Mitglied war er in folgenden Ausschüssen und Delegationen tätig: Entwicklungsausschuss, Unterausschuss für Menschenrechte, Delegation in den Ausschüssen für parlamentarische Kooperation EU-Armenien, EU-Aserbaidschan und EU-Georgien und in der Delegation in der Parlamentarischen Versammlung EURO-NEST.

## Veröffentlichungen (Auswahl)
- The end of ideology and utopia? Moral imagination and cultural criticism in the twentieth century. Introduction. Department of Philosophy, University of Helsinki 1999, ISBN 951-45-8615-8.
- Identity and freedom. Mapping nationalism and social criticism in twentieth-century Lithuania (= Routledge studies of societies in transition. Bd. 18). Routledge, London 2002, ISBN 0-415-27086-3.
- Modernity in crisis. A dialogue on the culture of belonging. Palgrave Macmillan, New York 2011, ISBN 978-0-230-10879-0.
- (Hrsg.): Niccolò Machiavelli. History, power, and virtue. Rodopi, Amsterdam 2011, ISBN 978-90-420-3277-4.
- (Hrsg.): Politics otherwise. Shakespeare as social and political critique. Rodopi, Amsterdam 2012, ISBN 978-90-420-3464-8.
- (Hrsg.): Yet another Europe after 1984. Rethinking Milan Kundera and the idea of Central Europe. Rodopi, Amsterdam 2012, ISBN 978-90-420-3543-0.
- mit Zygmunt Baumann: Moral blindness. The loss of sensitivity in liquid modernity. Polity Press, Cambridge 2013, ISBN 978-0-7456-6275-6.
- Das Ende von Ideologie und Utopie? Moralvorstellungen und Kulturkritik im 20. Jahrhundert. Bautz, Nordhausen 2014, ISBN 978-3-88309-883-8-.
- Freiheit und Zugehörigkeit. Europäischer Kanon, kulturelle Identität und postmoderne Krise. Springer, Wiesbaden 2014, ISBN 978-3-658-01335-6.
- (Mithrsg.): Academia in crisis. The rise and risk of neoliberal education in Europe. Brill Rodopi, Leiden 2019, ISBN 978-90-04-40158-7.